# Zegel van Palau

Zegel van Palau.

Het zegel van Palau is in 1955 ingesteld en was overgenomen van het Palaus nationaal congres. Het verving het wapen van het trustschap van de Pacifische Eilanden dat in 1947 door de trustschapsraad van de Verenigde Naties in gebruik werd genomen.

## Beschrijving
Het zegel toont in het blauw-wit een traditionele congreszaal, waar de volksvertegenwoordigers verzamelen. De achttien stenen die eronder liggen, symboliseren de achttien staten van Palau. In de ring staat de naam van het land in het Palaus en Engels.
Australië · Fiji · Kiribati · Marshalleilanden · Micronesia · Nauru · Nieuw-Zeeland · Oost-Timor · Palau · Papoea-Nieuw-Guinea · Salomonseilanden · Samoa · Tonga · Tuvalu · Vanuatu
Afhankelijke gebieden

Amerikaans-Samoa · Cookeilanden · Frans-Polynesië · Guam · Nieuw-Caledonië · Niue · Norfolk · Noordelijke Marianen · Pitcairn · Tokelau-eilanden · Wallis en Futuna